# Edgar Geenen
Edgar Geenen (* 21. August 1954 in Goch; † 28. September 2007 in München) war ein deutscher Fußballfunktionär.

## Leben
Nach seinem Abitur am Gymnasium in Goch studierte Geenen an der Universität Münster Sportwissenschaften. Seine berufliche Laufbahn begann in der Geschäftsstelle des damaligen Bundesligisten KFC Uerdingen 05 (bis 1995 noch FC Bayer Uerdingen), wo er als Nachfolger von Felix Magath ab 1991 sechs Jahre lang als Geschäftsführer tätig war. Im September 1997 holte ihn Präsident Karl-Heinz Wildmoser als Sportdirektor zum TSV 1860 München. Nachdem Geenen eine Beziehung mit Angela Häßler, der Frau des damaligen „Löwen“-Spielers Thomas Häßler, begonnen hatte, wurde er dort im Februar 2000 vorzeitig entlassen. Sein Nachfolger als Sportdirektor wurde Dirk Dufner.
Wenige Tage später gab der Präsident des 1. FC Nürnberg, Michael A. Roth, die Verpflichtung Geenens bekannt. Geenen begann direkt mit seiner Arbeit als Manager und Berater, obwohl sein Vertrag offiziell erst ab dem 1. Juli 2000 galt. Im Herbst 2001 sorgte eine Äußerung Geenens, in der er einige Nürnberger Spieler u. a. mit „Dreck“, „Abschaum“, „Müll“ und sie seien „wie Lepra“ titulierte, außerdem würde er „einigen gerne in die Fresse hauen“ für bundesweites Aufsehen. Roth hielt zunächst an Geenen fest, der jedoch kurz nach der Entlassung des damaligen Trainers Klaus Augenthaler im Mai 2003 seinen Arbeitsplatz räumen musste, am 1. Juli 2003 allerdings wieder eingestellt wurde. Doch nur vierzehn Tage später, am 15. Juli 2003, wurde Geenen erneut gekündigt – und diesmal endgültig. Im Juni 2004 trafen sich Roth und Geenen vor dem Arbeitsgericht Nürnberg wieder. Geenen forderte eine Abfindung von 700.000 Euro, was Roth jedoch ablehnte. Anfang August 2004 einigte man sich schließlich auf die Zahlung von 400.000 Euro.
Seither war Geenen als freiberuflicher Unternehmensberater in München und Düsseldorf tätig. Im Oktober 2005 verhandelte er mit dem Regionalligisten Fortuna Düsseldorf über ein Engagement als Manager für den Bereich Marketing. Da der finanzschwache Traditionsclub nicht in der Lage war, Geenens Gehalt zu bezahlen, wollte Fortunas Vorstandsmitglied Hermann Tecklenburg privat einspringen. Allerdings fand kein Vertragsabschluss statt, da man sich über die genauen Vertragsbedingungen nicht einigen konnte.

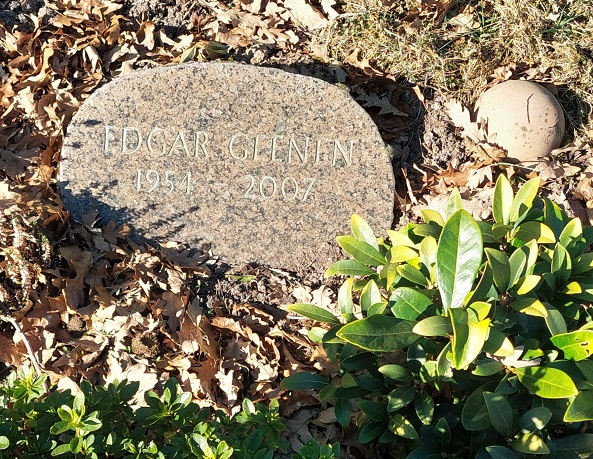
Grabstelle von Edgar Geenen (2025)

Geenen wurde am 29. September 2007 in seinem Haus im Münchner Stadtteil Solln nach Suizid aufgefunden. Nach einer gerichtsmedizinischen Untersuchung wurde er am 8. Oktober 2007 in Krefeld beigesetzt.